# The Bush Baby
Daisougen no Chiisana Tenshi Bush Baby (大草原の小さな天使 ブッシュベイビー, Daisougen no Chiisana Tenshi Busshubeibī; traduzido como "O Bebê Bush, O Pequeno Anjo dos Campos), ou também abreviado como O Bebê Bush, é uma série de anime de 1992 com 40 episódios, tendo 25 minutos cada. Foi baseado no romance, The Bushbabies (de 1965), pelo autor canadense William Stevenson.
Esta série nunca foi dublada para o português ou exibida nos países lusófonos.

## Produção

### Estúdio da animação
A série foi produzida pela Nippon Animation como parte da World Masterpiece Theater, que adapta os animes baseados nos contos da literatura infanto-juvenil.

### Transmissão
The Bush Baby estreou na Fuji Television no Japão.
Também foi exibido internacionalmente nos seguintes canais Antena3 (Espanha), Italia 1 (Itália), Tele 5 (Alemanha), ORF1 (Áustria), ABS-CBN, GMA 7, Quality TeleVision (Filipinas), RTM2 (Malásia) e TVOntario (Canadá).

## Enredo
Em 1964, uma menina britânica de 13 anos de idade chamada Jackie Rhodes que vive na Quênia viaja pela savana na área do Monte Quilimanjaro, na Quênia, onde seu pai trabalha como Protetor de Animais/ Guarda de caça. Jackie encontra um animal ferido chamado Bushbaby, e o adota, ela dá o nome para ele de Murphy, e os enfermeiros cuidam dele. Murphy, Jackie, sua família e seus amigos vivem muitas aventuras com animais selvagens, caçadores e muito mais. Quando o pai perde o emprego, a família se prepara para voltar à Inglaterra de onde vieram. Em Mombaça, quando eles estão prestes a sair, Jackie percebe que ela perdeu os papéis de seu animal de estimação um Galagonidae, Murphy. Ela deixa o navio para a Inglaterra e embarcam sem ela. Felizmente, ela conhece Tenbo, um assistente leal de seu pai na África. Tenbo foi espionar o armazém de exportação de alguns caçadores e agora está sendo perseguido por eles. Além disso, a caça ao Tenbo começou porque as pessoas pensam que ele raptou Jackie. Eles devem atravessar a savana perigosa para escapar dos caçadores e policiais que os perseguem. Ao longo do caminho, Jackie ensina a Murphy agora domesticado para sobreviver na natureza, de modo que, antes de sair, ela possa libertá-lo em seu habitat natural.

## Personagens
Jacqueline Rhodes (ジャックリーヌ·ローズ, Jakkurīnu Rōzu)
Com a voz de Maya Okamoto.
AKA Jackie (ジャッキー, Jakkī), é a personagem principal da série. Ela é uma menina britânica de 13 anos de idade, que ficou fascinada pela África desde a infância. Ela é energética, uma moleca com um forte senso de justiça influenciada pelo seu pai para proteger a vida selvagem Africana. Ela vive aventuras com seu animal de estimação, Murphy um galago. Ela é boa em cavalgadas.
Murphy (マーフィ, Māfi)
Com a voz de Yuri Shiratori.
Um galago filhote. Ele fugiu quando sua casa foi perturbada e ficou ferido por um veículo que Arthur estava dirigindo. Ele é levado para casa e cuidado por Jackie. Ele se torna hiperativo e travesso quando ele cresce. Ele gosta de doces de hortelã, mas facilmente se intoxica como um bêbado e cai no sono. Jackie se aproveita da situação e usa isto como isca para acalmá-lo.
Andrew Rhodes (アンドルー·ローズ, Andorū Rōzu)
Com a voz de Junichi Kanemaru.
O irmão mais velho de Jackie. Como seu pai, ele sonha em se tornar um oficial de proteção da vida selvagem, mas também está interessado em se tornar um veterinário após ele conhecer Hanna. Ele tem um animal de estimação camaleão chamado Ben.
Arthur Rhodes (アーサー·ローズ, Āsā Rōzu)
Com a voz de Takaya Hashi.
O pai de Jackie e Andrew. Ele é o responsável pela proteção da vida selvagem patrulhando o santuário.
Penny Rhodes (ペニー·ローズ, Penī Rōzu)
Com a voz de Kumiko Takizawa.
A mãe de Jackie e Andrew. Seus passatempos são desenhar e pintar.
Kate Addleton (ケイト·アドルトン, Keito Adoruton)
Com a voz de Miyuki Matsushita.
Kate é a melhor amiga e colega de Jackie na escola.
Laisa Addleton (ライサ·アドルトン, Raisa Adoruton)
Com a voz de Ai Satou.
A mãe de Kate. Ela cuida da fazenda de café.
Micky (ミッキー·ビル, Mikkī Biru)
Com a voz de Youko Matsuoka.
Colega de Jackie na escola. Um menino travesso que gosta de causar problemas para Jackie e Kate.
Tenbo (テンボ·ムルンビ, Tenbo Murunbi)
Com a voz de Jūrōta Kosugi.
Assistente de Arthur, e protege o santuário da vida selvagem e é amigo de Jackie. Um ex-soldado e bravo guerreiro de uma tribo Camba. Ele é bom em tocar gaita, mas é mau em natação.
Henry Rutherford (ヘンリー·ラザフォード, Henrī Razafōdo)
Com a voz de Bin Shimada.
Henry é o irmão mais novo de Laisa e o Tio de Kate. Ele é um engenheiro de uma indústria aérea.
Hanna Kaufmann (ハンナ·カウフマン, Hanna Kaufuman)
Com a voz de Youko Sasaki.
Ela é a veterinária.
Professor Crankshaw (クランクショウ博士, Kurankushou-hakushi)
Com a voz de Kenichi Ogata.
Ele é um arqueólogo que vive na Quênia por mais de 30 anos. Ele viaja por toda a África para encontrar e escavar ruínas de civilizações perdidas. Ele voa em torno desses sítios usando seu avião, que ele apelidou de Mamãe Gansa.
Hawa (ハワ, Hawa)
Com a voz de Mami Matsui.
Ela é um auxiliar trabalhando na casa de Rhodes.

## Lista de episódios
- O filhote Bushbaby
- Murphy, você tem que viver
- Caça rinoceronte
- Em busca da garrafa
- O elefante ferido
- Murphy está doente!
- Hanna, a veterinária
- O plano da professora
- Caminhe à meia-noite
- Dan Moor
- O jovem detetive
- Em busca de caçadores ilegais
- Henry e os três detetives
- Babuínos ao ataque
- A grande baobá
- O esconderijo secreto
- O encontro com os caçadores furtivos
- O vestido de Murphy
- O princípio do fim
- Em Kilimanjaro
- Adeus, Kate
- A permissão desapareceu
- Naquele dia, no porto
- Sozinha na África
- Enviado para prender
- Murphy em perigo
- A fuga
- O elefante
- A lição da caça ao inseto
- A lei da savana
- A flecha envenenada
- Kim, o guerreiro com um coração de ouro
- A savana em chamas
- A cabana de Masai
- Jackie está doente
- Um leopardo e dois guerreiros
- As longas chuvas
- O trem é provável que seja arrastado
- Murphy, ajuda-nos!
- Adeus, Murphy[carece de fontes?]

## Música
Tema de abertura
- "APOLLO": Eps. 01 - 22
Composição de letras de: Shinji Tanimura
Arranjo de: Yasuo Sakou
Canção de: Yasuhide Sawa
- "Um sorriso como Prólogo" (微笑みでプロローグ, Hohoemi de Purorōgu): Eps. 23 - 40
Letras de: Neko Oikawa
Composição de: Masayuki Kishi
Arranjo de: Kazuo Shinoda
Canção de: Satoko Yamano

Tema de encerramento
- "Eu vou me transformar em um pássaro" (鳥になる, Tori ni Naru)
Composição de letras de: Shinji Tanimura
Arranjo de: Yasuo Sakou
Canção de: Maya Okamoto

## Equipe
Diretor da série: Takayoshi Suzuki
Roteiro: Akira Miyazaki
Encenação:
- Hiroshi Saitô
- Kôzô Kuzuha
- Makoto Sokuza
- Nobuaki Nakanishi
- Takayoshi Suzuki
- Tsuyoshi Kaga

Diretores dos episódios:
- Makoto Sokuza
- Nobuaki Nakanishi
- Takayoshi Suzuki
- Tsuyoshi Kaga

Música: Akiyoshi Miyakawa
História original: Romance The Bushbabies de William Stevenson
Design de personagens: Hiromi Kato, Shuichi Seki
Diretor de arte: Shigeru Morimoto
Diretores de animação:
- Hiromi Kato
- Koji Ito
- Minoru Tanaka
- Nobuhiro Hosoi
- Toshiya Washida

Produtor executivo: Kôichi Motohashi
Layout de arte: Kazue Itô
Chave de animação:
- Eimi Maeda
- Hironori Satō
- Masaru Oshiro
- Michiko Noda
- Satoko motohashi
- Shoji Yoshida
- Tatsuo Miura
- Yuki hishijima

Planejamento: Kenji Shimizu, Shoji Sato
Som: Toshiaki Morita